# Ben Guecha
Ben Guecha est une commune de la wilaya d'El Oued en Algérie.

## Géographie

### Situation
Le territoire de la commune de Ben Guecha est situé au nord-est de la wilaya.
| Babar (Wilaya de Khenchela) | Negrine (Wilaya de Tébessa), Ferkane (Wilaya de Tébessa) | ? (Tunisie) |
| Magrane                     | Ben Guecha                                               | ? (Tunisie) |
| Hassi Khalifa               | Hassi Khalifa, Taleb Larbi                               | ? (Tunisie) |

### Localités de la commune
La commune de Ben Guecha est composée de dix-huit localités :
- Ben Younès
- Ben Guecha
- Biar El Jouder
- Biar Souamèche
- Bouhabline
- Chott El Khala
- Dhafria
- Djourara
- Douilat
- El Ammari
- El Babouche
- El Houche
- El Ogla
- Foum El Gharsa
- Laklabia
- Mekhatih
- Ogla
- Ras Touneb